# ダイビル本館

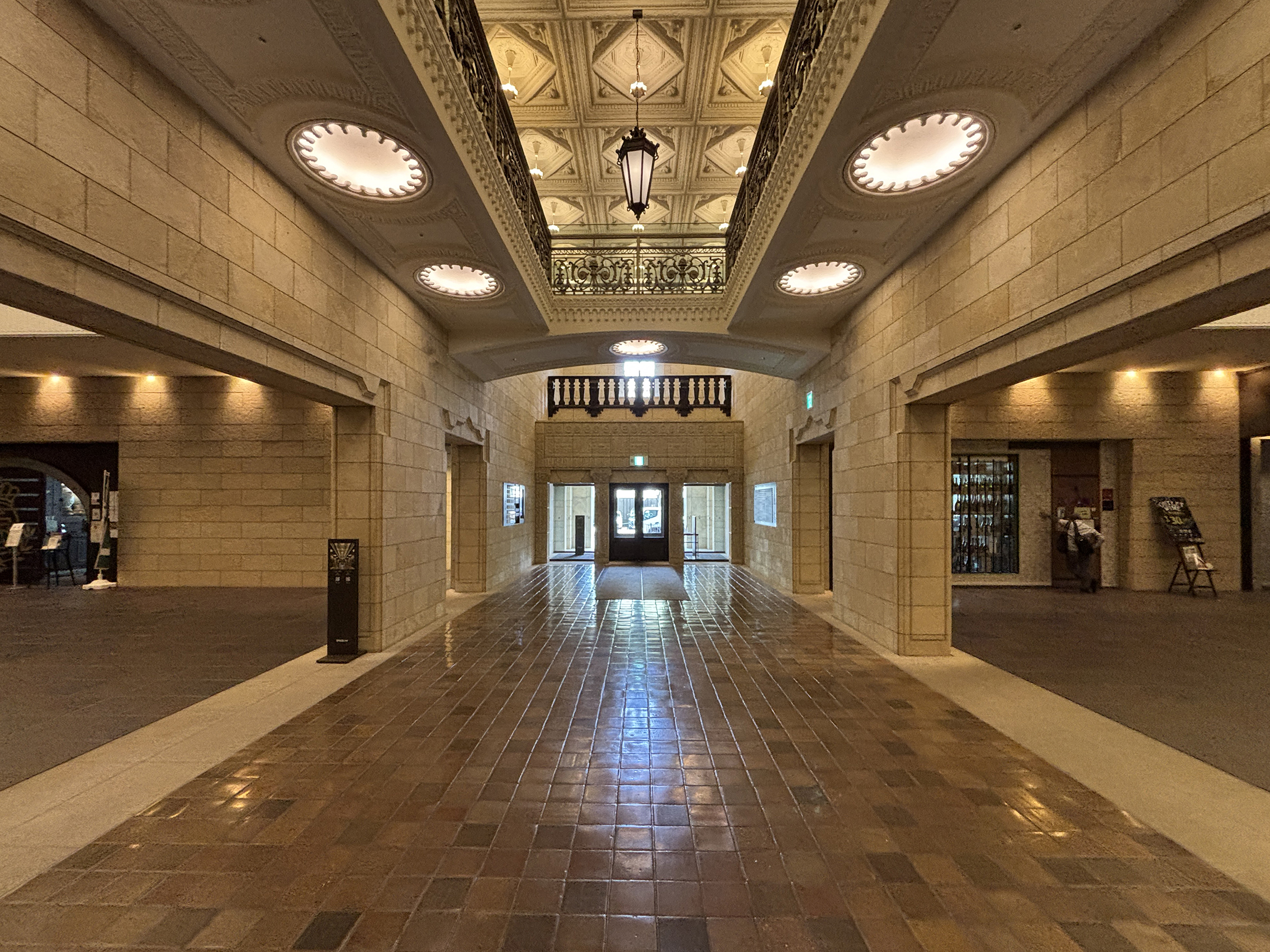
元の建物のロビー

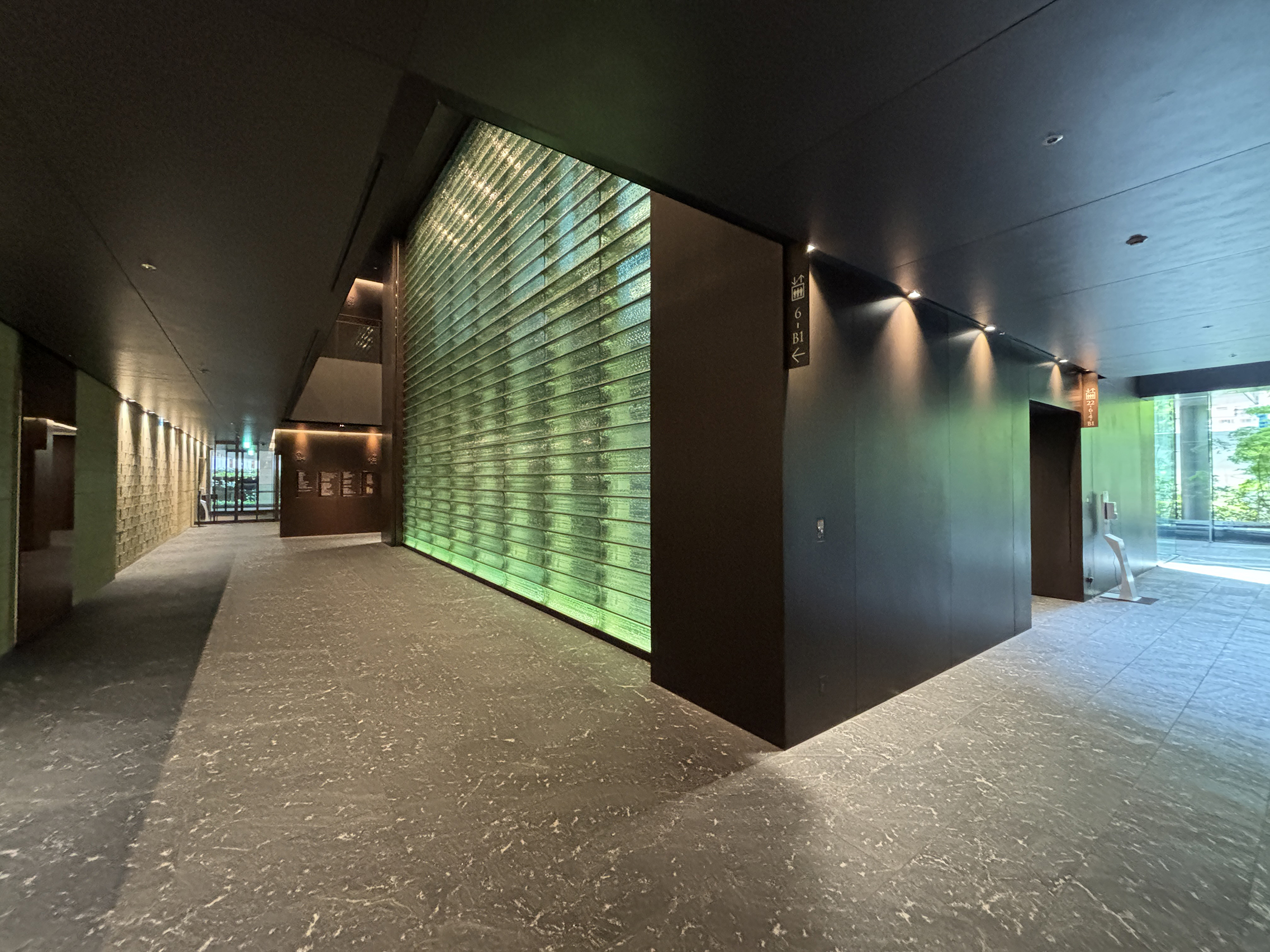
ロビー

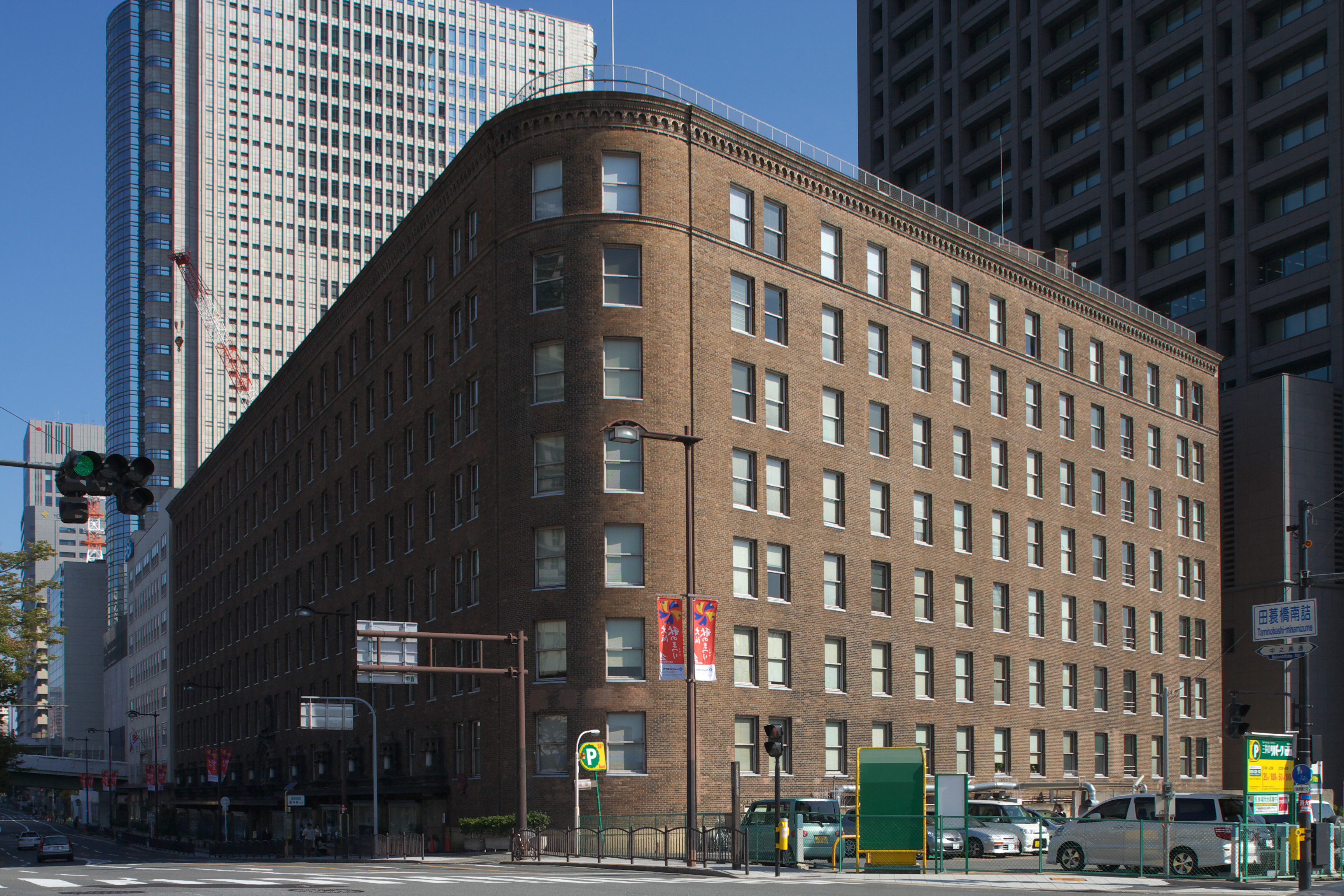
旧ダイビル(大阪ビルヂング) 2007年10月

ダイビル本館（ダイビルほんかん）は、大阪市北区中之島3丁目にある高層ビルである。ダイビル、関西電力、関電不動産の3社によって行われた中之島3丁目共同開発の第三期工事として2010年10月に着工、2013年2月28日に竣工（完成）した。
着工時の報道発表では、当ビルの名称を「中之島ダイビル・ウエスト（仮称）」としていたが、2011年4月には正式名称を「ダイビル本館」にすることが発表された。

## 概要
当ビルを建設するにあたって解体される旧ダイビルは、1926年に渡辺節の設計で建てられた、ネオ・ロマネスク様式の大規模なビルディングである。同じ渡辺の設計である神戸商船三井ビルと並び、大正期の大規模オフィスビルとして現存する最後のものである。 しかし、ダイビル、ダイビルの大株主の商船三井、関西電力は老朽化および土地利用の見地から旧ビルの解体と高層ビルへの建て替えを計画を発表し、歴史的に重要な建築物の保存の見地から論議となった。
旧ビルに入居しているテナントが中之島ダイビルへ移転した後、第三期工事として旧ビルを解体して跡地に建設された。低層部には旧ビルの外装に使っているレンガの約8割、石材の装飾品を可能な限り再利用し、近代建築として評価の高い外観やエントランスホールを再現するよう配慮したものとしている。
低層階には商業施設やカフェテリア、貸会議室が設けられている。一方、上層階はオフィスとなっており、メインテナントとして大林組大阪本店が入居している。
また当ビルの西側には、関電不動産と共同で中之島四季の丘が整備された。2015年には中之島四季の丘とともに、日本建設業連合会主催の第56回BCS賞を受賞している。また、生きた建築ミュージアム・大阪セレクションに選定された。

## 中之島3丁目共同開発
ダイビル、関西電力、関電不動産の3社が中之島3丁目において、超高層ビル建設による地域再開発プロジェクトを進めている。
- 第一期（2004年完成）：関西電力中之島変電所を移設した跡地に関電ビルディングを建設。関西電力の本店が旧・関電ビルディングからここに移転した。
- 第二期（2009年3月完成）：旧・関電ビルディング跡地に中之島ダイビルを建設。ダイビル本社をはじめ、旧ダイビルのテナントの一部がここに移転。
- 第三期（2013年3月完成）：2009年末より旧・ダイビルを解体、跡地に新・ダイビル本館を建設。

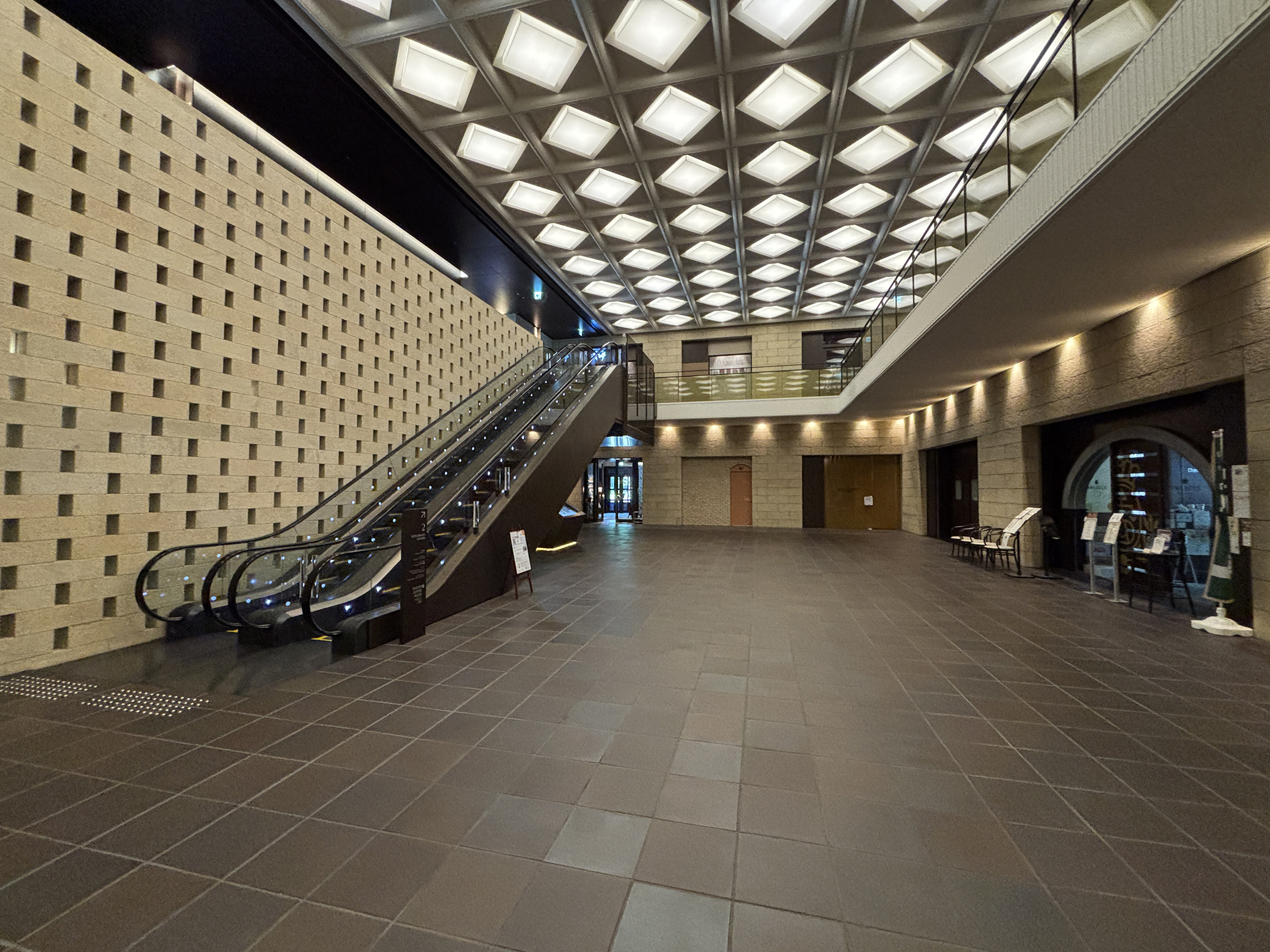
アトリウム
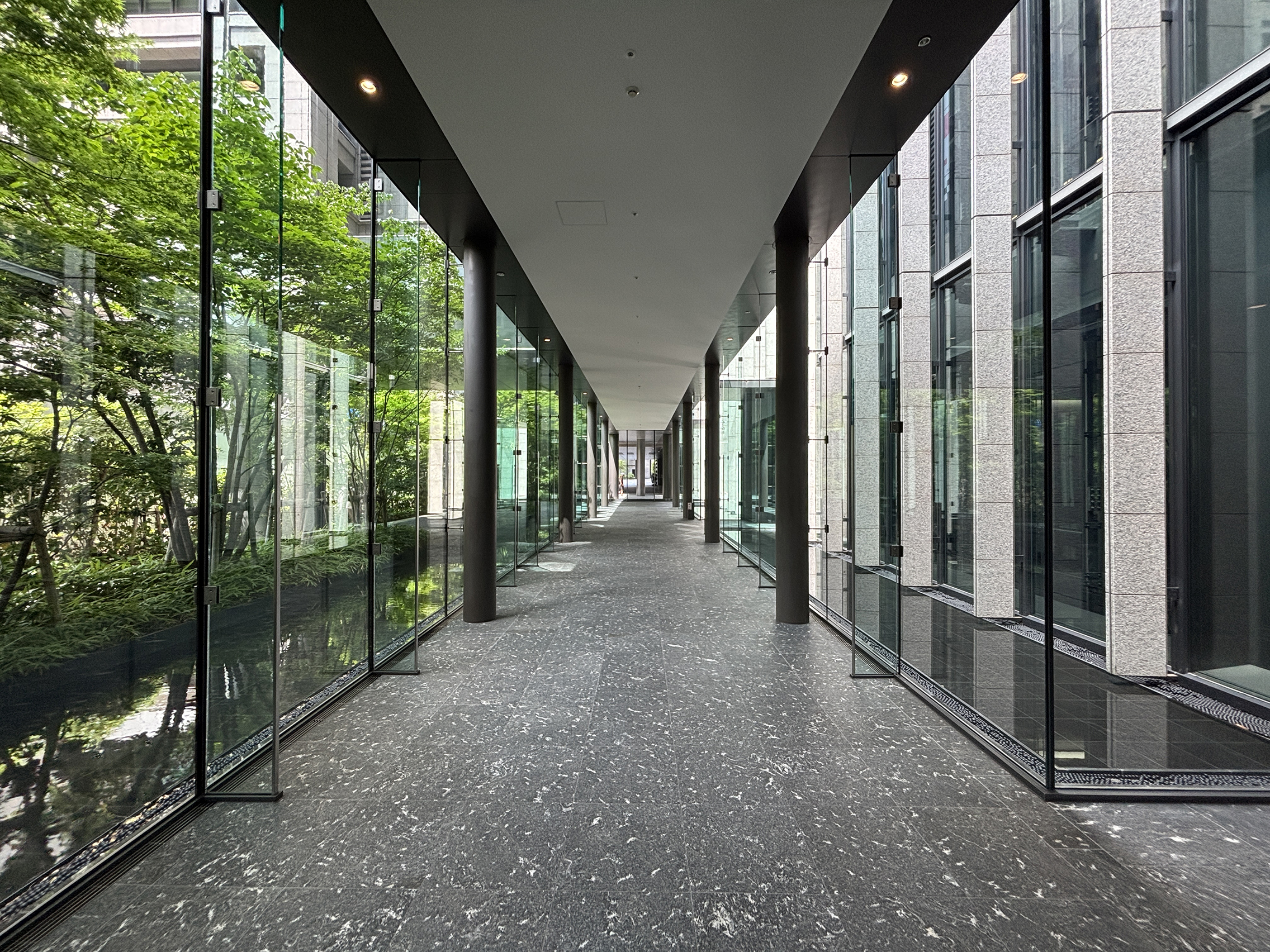
オフィスロビーへのアクセス
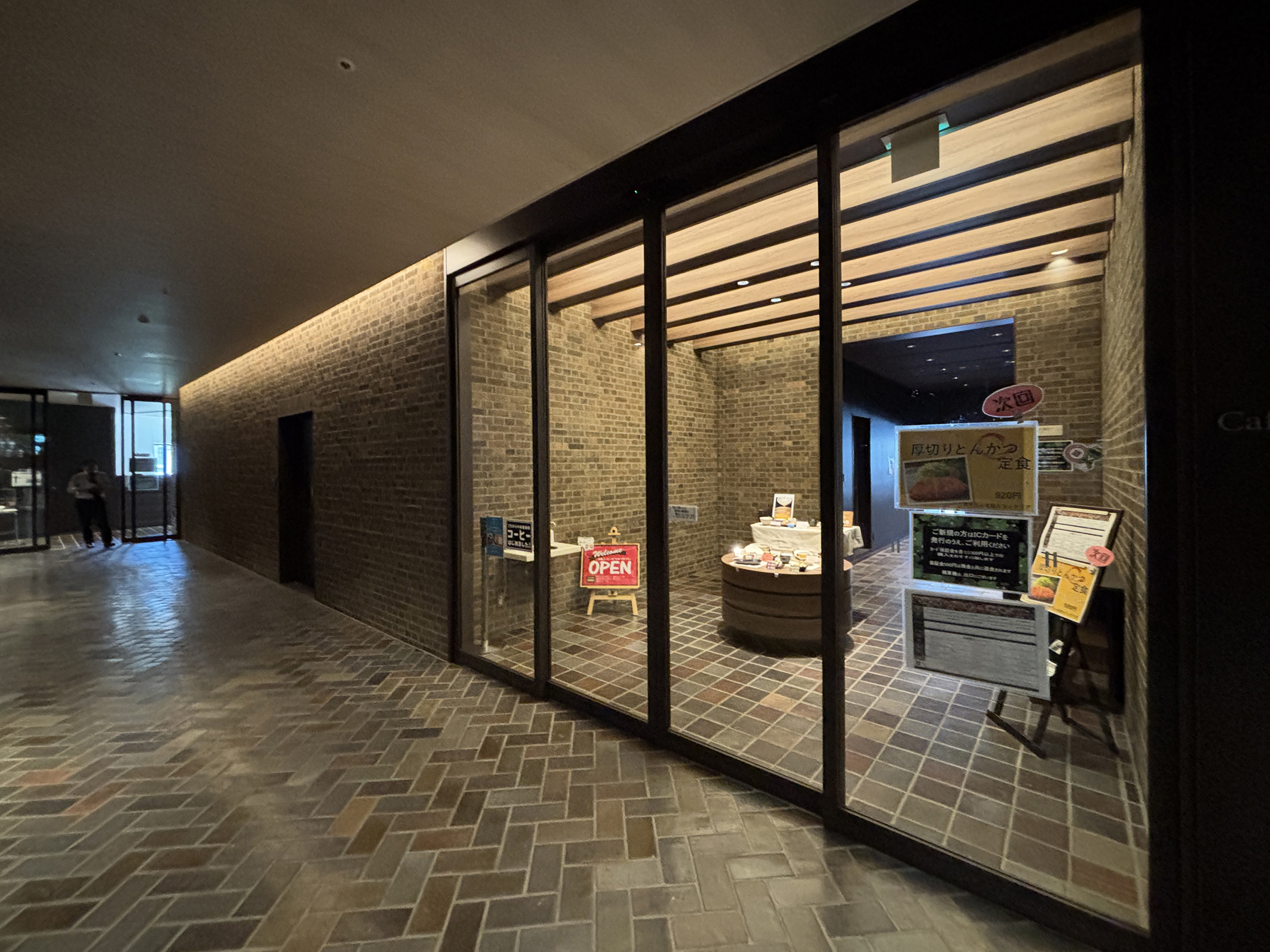
4階

## 主な入居者
- ダイビル 本社
- 大阪銀行協会
- 不二製油グループ本社 本社
- 不二製油 大阪支店
- チャーム・ケア・コーポレーション 本社
- ディ・アイ・システム 大阪事業所
- 三国商事 大阪支店
- 進和テック 大阪支店
- アボットメディカルジャパン
- TSA Partners 本社

かつての入居者
- 大林組 大阪本店 - 2013年（平成25年）に大阪大林ビル（現 北浜 NEXU BUILD）より移転、2023年（令和5年）に日本生命淀屋橋ビルへ移転。

## 交通機関
- 京阪中之島線 渡辺橋駅が、敷地北側に隣接、直結予定
- Osaka Metro四つ橋線 肥後橋駅 徒歩6分、直結予定

## 近隣公共施設等
- 国立国際美術館
- 大阪市立科学館
- ほたるまち
- NTTテレパーク堂島